# Kumzari
Kumzari (Kumazirah ), ogranak Shihuh Arapa, sastoje se od nekoliko plemena, među kojima neki, kao pleme Dhahuriyin, govore kumzarskim jezikom, predstavnikom lurijske podskupine jugozapadnih iranskih jezika. 
Kumzari su ribari u Hormuškom prolazu, naseljeni na poluotoku Musandam u Omanu. Glavno im je središte grad Kumzar, a ima ih i u gradovima Khasab i Diba. 
Po svome izgledu nalikuju ostalim Arapima. Nižeg su rasta, nabijeni, tamnije puti i crnokosi. U ribolovu koriste se brodicama kakvih nema drugdje u Omanu. Uz ribolov neki drže i stada koza i ovaca. Danas Kumzari uz tradicionalna zanimanja rade i kao obrtnici, brodograditelji, trgovci, a odlaze i na rad na naftena polja u Omanu i Arapskim Emiratima.
Kozje mlijeko, meso i sir, kao i ovčetina uz ribu najvažniji su prehrambeni kumzarski artikli.
Kako i danasžive poprilično izolirano, posao muškaraca je izgraditi dom, obavljanje poljprivrednih djelatnosti, sakupljanje meda, ribolov ,kao i poslovi oko klanja životinja. Ženski je posao da prave sireve i maslace, sav domaći posao, kuhanje šivanje i nošenje vode.
Kuće Kumzara su građene zbijene jedna uz drugu ,s uskim odvodnim kanalom za selo. rađene su od kamena, ravnih krovova i s malenim dvorištima. Sela su smještena u plasninskim predjelima okružena planinama sa svih strana, osim jedne, zbog lakšeg pristupa, kao i pristupa vodi.